# Grace VanderWaal
Grace Avery VanderWaal (Lenexa, 15 gennaio 2004) è una cantautrice statunitense. È stata la vincitrice dell'undicesima edizione del programma televisivo America's Got Talent nel 2016. È stata anche la protagonista del film Stargirl e del sequel Hollywood Stargirl di Disney+.

## Biografia
Nata nel Kansas nel 2004, ha origini olandesi da parte del padre. Con la famiglia si è trasferita da piccola a Suffern, nello stato di New York. Fin da bambina comincia a creare canzoni, successivamente inizia a scriverle e a cantarle nella sua camera accompagnandole con un ukulele. Nel settembre 2016, all'età di dodici anni, dopo aver ricevuto il Golden Buzzer da Howie Mandel durante i provini, vince l'undicesima edizione del programma televisivo della NBC America's Got Talent, cantando i suoi brani.
Nel dicembre 2016 ha pubblicato il primo EP Perfectly Imperfect, diffuso dalla Columbia Records e prodotto da Greg Wells. L'EP si è classificato fino al nono posto nella classifica di vendita Billboard 200. Si esibisce in Austria in occasione degli Special Olympics invernali 2017. Nello stesso anno si aggiudica un Radio Disney Music Awards nella categoria "Best New Artist" ed un Teen Choice Awards. Il 3 novembre 2017 pubblica il suo primo album in studio Just the Beginning, anticipato dai singoli Moonlight e Sick of Being Told, diffusi tra luglio e agosto. Il 4 aprile 2025 pubblica il suo secondo album in studio, Childstar.

## Discografia

### Album in studio
- 2017 – Just the Beginning
- 2025 – Childstar

### EP
- 2016 – Perfectly Imperfect
- 2019 – Letters: Vol. 1

### Singoli
- 2016 – I Don't Know My Name
- 2017 – Moonlight
- 2017 – City Song
- 2017 – Sick of Being Told
- 2017 – So Much More Than This
- 2018 – Clearly
- 2019 – Stray
- 2019 – Ur So Beautiful
- 2021 – Don't Assume What You Don't Know
- 2021 – Repeat
- 2022 – Lion's Den